# Lista planetelor minore/31601–31700
Aceasta este Lista planetelor minore/31601–31700; pentru a naviga prin lista completă vezi Lista planetelor minore.
Pentru ale detalii vezi și Proiect:Astronomie sau Portal:Astronomie.
| Nume                | Denumire provizorie | Data descoperirii | Locul descoperirii     | Descoperitor(i)                         |
| ------------------- | ------------------- | ----------------- | ---------------------- | --------------------------------------- |
| 31601 -             | 1999 GF             | 3 aprilie 1999    | Višnjan Observatory⁠(d) | K. Korlević                             |
| 31602 -             | 1999 GG             | 3 aprilie 1999    | Višnjan Observatory    | K. Korlević                             |
| 31603 -             | 1999 GQ3            | 10 aprilie 1999   | Fountain Hills⁠(d)      | C. W. Juels⁠(d)                          |
| 31604 -             | 1999 GH4            | 13 aprilie 1999   | Oaxaca                 | J. M. Roe⁠(d)                            |
| 31605 Braschi       | 1999 GM4            | 10 aprilie 1999   | Montelupo⁠(d)           | M. Tombelli⁠(d), A. Boattini⁠(d)          |
| 31606 -             | 1999 GX4            | 13 aprilie 1999   | Woomera⁠(d)             | F. B. Zoltowski⁠(d)                      |
| 31607 -             | 1999 GQ5            | 15 aprilie 1999   | Gekko⁠(d)               | T. Kagawa⁠(d)                            |
| 31608 -             | 1999 GR5            | 12 aprilie 1999   | Reedy Creek            | J. Broughton⁠(d)                         |
| 31609 -             | 1999 GT5            | 15 aprilie 1999   | Fountain Hills⁠(d)      | C. W. Juels⁠(d)                          |
| 31610               | 1999 GC6            | 14 aprilie 1999   | Nachi-Katsuura⁠(d)      | Y. Shimizu⁠(d), T. Urata                 |
| 31611 -             | 1999 GF6            | 13 aprilie 1999   | Višnjan Observatory⁠(d) | K. Korlević                             |
| 31612 -             | 1999 GG6            | 13 aprilie 1999   | Višnjan Observatory    | K. Korlević                             |
| 31613 -             | 1999 GO8            | 10 aprilie 1999   | Anderson Mesa          | LONEOS                                  |
| 31614 -             | 1999 GV10           | 11 aprilie 1999   | Kitt Peak              | Spacewatch                              |
| 31615 -             | 1999 GF16           | 9 aprilie 1999    | Socorro                | LINEAR                                  |
| 31616 -             | 1999 GM17           | 15 aprilie 1999   | Socorro                | LINEAR                                  |
| 31617 -             | 1999 GP17           | 15 aprilie 1999   | Socorro                | LINEAR                                  |
| 31618 -             | 1999 GE18           | 15 aprilie 1999   | Socorro                | LINEAR                                  |
| 31619 -             | 1999 GU18           | 15 aprilie 1999   | Socorro                | LINEAR                                  |
| 31620 -             | 1999 GB19           | 15 aprilie 1999   | Socorro                | LINEAR                                  |
| 31621 -             | 1999 GH19           | 15 aprilie 1999   | Socorro                | LINEAR                                  |
| 31622 -             | 1999 GL19           | 15 aprilie 1999   | Socorro                | LINEAR                                  |
| 31623 -             | 1999 GK20           | 15 aprilie 1999   | Socorro                | LINEAR                                  |
| 31624 -             | 1999 GP20           | 15 aprilie 1999   | Socorro                | LINEAR                                  |
| 31625 -             | 1999 GR20           | 15 aprilie 1999   | Socorro                | LINEAR                                  |
| 31626 -             | 1999 GV20           | 15 aprilie 1999   | Socorro                | LINEAR                                  |
| 31627 -             | 1999 GW20           | 15 aprilie 1999   | Socorro                | LINEAR                                  |
| 31628 -             | 1999 GG23           | 6 aprilie 1999    | Socorro                | LINEAR                                  |
| 31629 -             | 1999 GK23           | 6 aprilie 1999    | Socorro                | LINEAR                                  |
| 31630 -             | 1999 GN23           | 6 aprilie 1999    | Socorro                | LINEAR                                  |
| 31631 -             | 1999 GL28           | 7 aprilie 1999    | Socorro                | LINEAR                                  |
| 31632 -             | 1999 GM28           | 7 aprilie 1999    | Socorro                | LINEAR                                  |
| 31633 -             | 1999 GH30           | 7 aprilie 1999    | Socorro                | LINEAR                                  |
| 31634 -             | 1999 GG31           | 7 aprilie 1999    | Socorro                | LINEAR                                  |
| 31635 -             | 1999 GW31           | 7 aprilie 1999    | Socorro                | LINEAR                                  |
| 31636 -             | 1999 GB32           | 7 aprilie 1999    | Socorro                | LINEAR                                  |
| 31637 -             | 1999 GF32           | 7 aprilie 1999    | Socorro                | LINEAR                                  |
| 31638 -             | 1999 GL32           | 7 aprilie 1999    | Socorro                | LINEAR                                  |
| 31639 -             | 1999 GC34           | 6 aprilie 1999    | Socorro                | LINEAR                                  |
| 31640 -             | 1999 GH34           | 6 aprilie 1999    | Socorro                | LINEAR                                  |
| 31641 -             | 1999 GW34           | 6 aprilie 1999    | Socorro                | LINEAR                                  |
| 31642 -             | 1999 GX36           | 14 aprilie 1999   | Socorro                | LINEAR                                  |
| 31643 -             | 1999 GE41           | 12 aprilie 1999   | Socorro                | LINEAR                                  |
| 31644 -             | 1999 GY41           | 12 aprilie 1999   | Socorro                | LINEAR                                  |
| 31645 -             | 1999 GJ42           | 12 aprilie 1999   | Socorro                | LINEAR                                  |
| 31646 -             | 1999 GQ44           | 12 aprilie 1999   | Socorro                | LINEAR                                  |
| 31647 -             | 1999 GY51           | 11 aprilie 1999   | Anderson Mesa          | LONEOS                                  |
| 31648 -             | 1999 GL53           | 11 aprilie 1999   | Anderson Mesa          | LONEOS                                  |
| 31649 -             | 1999 GL55           | 7 aprilie 1999    | Kitt Peak              | Spacewatch                              |
| 31650 Frýdek-Místek | 1999 HW             | 18 aprilie 1999   | Ondřejov⁠(d)            | P. Pravec⁠(d)                            |
| 31651 -             | 1999 HH2            | 19 aprilie 1999   | Majorca⁠(d)             | À. López⁠(d), R. Pacheco⁠(d)              |
| 31652               | 1999 HS2            | 21 aprilie 1999   | Xinglong⁠(d)            | Beijing Schmidt CCD Asteroid Program⁠(d) |
| 31653 -             | 1999 HH4            | 16 aprilie 1999   | Kitt Peak              | Spacewatch                              |
| 31654 -             | 1999 HJ5            | 17 aprilie 1999   | Kitt Peak              | Spacewatch                              |
| 31655 -             | 1999 HG7            | 17 aprilie 1999   | Socorro                | LINEAR                                  |
| 31656 -             | 1999 HL8            | 16 aprilie 1999   | Socorro                | LINEAR                                  |
| 31657 -             | 1999 HN8            | 16 aprilie 1999   | Socorro                | LINEAR                                  |
| 31658 -             | 1999 HU8            | 17 aprilie 1999   | Socorro                | LINEAR                                  |
| 31659 -             | 1999 HT10           | 17 aprilie 1999   | Socorro                | LINEAR                                  |
| 31660 -             | 1999 HY10           | 17 aprilie 1999   | Socorro                | LINEAR                                  |
| 31661 -             | 1999 HJ11           | 17 aprilie 1999   | Socorro                | LINEAR                                  |
| 31662 -             | 1999 HP11           | 19 aprilie 1999   | Kitt Peak              | Spacewatch                              |
| 31663 -             | 1999 JG2            | 8 mai 1999        | Catalina               | CSS                                     |
| 31664 Randiiwessen  | 1999 JR2            | 8 mai 1999        | Farpoint               | G. Hug⁠(d)                               |
| 31665 Veblen        | 1999 JZ2            | 10 mai 1999       | Prescott⁠(d)            | P. G. Comba⁠(d)                          |
| 31666 -             | 1999 JK3            | 8 mai 1999        | Oizumi                 | T. Kobayashi                            |
| 31667 -             | 1999 JL3            | 8 mai 1999        | Oizumi                 | T. Kobayashi                            |
| 31668 -             | 1999 JX3            | 6 mai 1999        | Woomera⁠(d)             | F. B. Zoltowski⁠(d)                      |
| 31669⁠(d)            | 1999 JT6            | 12 mai 1999       | Socorro                | LINEAR                                  |
| 31670 -             | 1999 JL7            | 8 mai 1999        | Catalina               | CSS                                     |
| 31671 Masatoshi     | 1999 JY7            | 13 mai 1999       | Kuma Kogen⁠(d)          | A. Nakamura⁠(d)                          |
| 31672 -             | 1999 JB8            | 12 mai 1999       | Socorro                | LINEAR                                  |
| 31673 -             | 1999 JZ8            | 7 mai 1999        | Catalina               | CSS                                     |
| 31674 -             | 1999 JD9            | 7 mai 1999        | Catalina               | CSS                                     |
| 31675 -             | 1999 JO10           | 8 mai 1999        | Catalina               | CSS                                     |
| 31676 -             | 1999 JN16           | 15 mai 1999       | Kitt Peak              | Spacewatch                              |
| 31677 -             | 1999 JQ18           | 10 mai 1999       | Socorro                | LINEAR                                  |
| 31678 -             | 1999 JX18           | 10 mai 1999       | Socorro                | LINEAR                                  |
| 31679 -             | 1999 JJ19           | 10 mai 1999       | Socorro                | LINEAR                                  |
| 31680 -             | 1999 JK19           | 10 mai 1999       | Socorro                | LINEAR                                  |
| 31681 -             | 1999 JH21           | 10 mai 1999       | Socorro                | LINEAR                                  |
| 31682 -             | 1999 JU21           | 10 mai 1999       | Socorro                | LINEAR                                  |
| 31683 -             | 1999 JJ22           | 10 mai 1999       | Socorro                | LINEAR                                  |
| 31684 -             | 1999 JS22           | 10 mai 1999       | Socorro                | LINEAR                                  |
| 31685 -             | 1999 JB25           | 10 mai 1999       | Socorro                | LINEAR                                  |
| 31686 -             | 1999 JL26           | 10 mai 1999       | Socorro                | LINEAR                                  |
| 31687 -             | 1999 JP26           | 10 mai 1999       | Socorro                | LINEAR                                  |
| 31688 -             | 1999 JT27           | 10 mai 1999       | Socorro                | LINEAR                                  |
| 31689 -             | 1999 JW27           | 10 mai 1999       | Socorro                | LINEAR                                  |
| 31690 -             | 1999 JK28           | 10 mai 1999       | Socorro                | LINEAR                                  |
| 31691 -             | 1999 JO30           | 10 mai 1999       | Socorro                | LINEAR                                  |
| 31692 -             | 1999 JQ31           | 10 mai 1999       | Socorro                | LINEAR                                  |
| 31693 -             | 1999 JC32           | 10 mai 1999       | Socorro                | LINEAR                                  |
| 31694 -             | 1999 JO32           | 10 mai 1999       | Socorro                | LINEAR                                  |
| 31695 -             | 1999 JQ32           | 10 mai 1999       | Socorro                | LINEAR                                  |
| 31696 -             | 1999 JF33           | 10 mai 1999       | Socorro                | LINEAR                                  |
| 31697 -             | 1999 JG33           | 10 mai 1999       | Socorro                | LINEAR                                  |
| 31698 -             | 1999 JL33           | 10 mai 1999       | Socorro                | LINEAR                                  |
| 31699 -             | 1999 JA36           | 10 mai 1999       | Socorro                | LINEAR                                  |
| 31700 -             | 1999 JB40           | 10 mai 1999       | Socorro                | LINEAR                                  |